# Hans Meuli
Hans Meuli (* 7. August 1897 in Nufenen GR; † 25. April 1971 in Bern) war ein Schweizer Militärarzt und Oberfeldarzt der Armee. 

## Leben
Meuli, Sohn des Johann Lorenz und seiner Frau Bertha, geborene Hilty, schloss das Studium der Medizin an den Universitäten Basel und Genf 1922 mit dem Examen ab.
In seiner militärischen Laufbahn war er zuletzt von 1946 bis 1960 Oberfeldarzt der Armee, ab 1950 im Dienstgrad Brigadier. Von 1947 bis 1949 war er Präsident des 1921 gegründeten Permanent Committee of the International Congresses of Military Medicine and Pharmacy, das 1990 zu International Committee of Military Medicine (ICMM) umbenannt wurde.